# Tommaso Sperandio Corbelli
Tommaso Sperandio Corbelli (falecido em 1590) foi um prelado católico romano que serviu como Bispo de Bagnoregio (1581–1590) e Bispo de Trogir (1567–1574).

## Biografia
No dia 18 de abril de 1567, Tommaso Sperandio Corbelli foi nomeado durante o papado de Pio V como Bispo de Trogir. No dia 11 de maio de 1567, foi consagrado bispo por Egidio Valenti, bispo de Nepi e Sutri, com Giovanni Delfino, bispo de Torcello, e Galeazzo Gegald, bispo de Bagnoregio, servindo como co-consagradores. Ele renunciou ao cargo de bispo de Trogir no dia 10 de março de 1574. A 29 de maio de 1581, foi nomeado bispo de Bagnoregio durante o papado do Papa Gregório XIII, onde serviu como bispo até à sua morte em 1590.